# HD BL4CK
대한민국의 힙합/알앤비 음악 프로듀서. 2012년에 데뷔해 앱살루트 뮤직, 줌바스 뮤직그룹 등을 거쳐 차붐이 이끄는 LBNC에서 활동하다 2023년 7월에 계약을 해지 후 인디펜던트로 활동중이다.
2016년 나플라의 곡 프로듀싱, 2018년 더콰이엇, 해쉬 스완, 버벌진트 등이 참여한 싱글 'HD'를 발매하며 본격적인 활동에 박차를 가했다.
본래 2019년 3월 이전까지 HD Beatz라는 이름으로 활동했으며, 이름을 바꾸고자 고민하는데 스키니 브라운의 HD 뒤에 블랙 혹은 브라운을 넣는 것이 어떻냐는 의견을 반영해 현재 활동명이 되었다고 한다.